# Macaw (ソフトウェア)
Macawはデジタルオーディオワークステーションである。MITライセンスによって配布されている自由ソフトウェアである。これのネイティブバイナリはWindows上で動作する。

## 概要
Rocktaveが開発していた時点ではDelta SPとして知られていたシェアウェアだった。当初はDelphi5で記述されていたが3.02.02以降はLazarusに変更された。

## 機能
- VSTiとして別のホストから呼び出し可能
- マルチトラックMIDIシーケンサー、MIDIのインポート・エクスポートが可能
- クリップを基本としたシーケンスエディタを持ち、楽節単位で編集ができる。
- ピアノロールによる視覚的な編集が可能
- サウンドフォント、DLSの読み込み、編集が可能なサンプラー
- モジュラー構造によるモジュラーシンセサイザー
- VSTプラグインの読み込みが可能、オートメーションにも対応
- MP3, Ogg, AIFF, Voc, WAV形式のサンプルがインポート可能
- MP3, OGG形式での出力、保存が可能